# Liriomyza dendranthemae
Liriomyza dendranthemae este o specie de muște din genul Liriomyza, familia Agromyzidae, descrisă de Nowakowski în anul 1975.
Este endemică în Polonia. Conform Catalogue of Life specia Liriomyza dendranthemae nu are subspecii cunoscute.